# Мичелови против машина
Мичелови против машина (енгл. The Mitchells vs. the Machines) је амерички рачунарски-анимирани научнофантастично-хумористички филм из 2021. године продуциран од стране Sony Pictures Animation-а. Редитељ филма је Мајк Ријанда (у свом редитељском дебију), корежирао Џеф Роув и написали Ријанда и Роув, са Филом Лордом, Кристофером Милером и Куртом Албретхом служећи као продуценти. Прати дисфункционалну породица која на путу мора да спаси Земљу од побуне робота. Гласове позајмљују Дени Макбрајд, Аби Џејкобсон, Маја Рудолф, Ријанда, Ерик Андре, Оливија Колман, Фред Армисен, Бек Бенет, Џон Леџенд, Криси Тајген, Блејк Грифин и Конан О’Брајен.
Првобитно је филм требало да буде биоскопски издат 2020. године од стране Sony Pictures Releasing-а под насловом Конектовани, али је због утицаја пандемије ковида 19 на биоскопе, Sony продао главна права дистрибуције Netflix-у. Netflix га је вратио у жељени наслов Ријанде и Роува, Мичелови против машина, и издао га је 23. априла 2021. године у одабраним биоскопима, пре његовог стриминг издања 30. априла. Филм је издат 30. априла 2021. године на Netflix-у у Србији. Филм Мичелови против машина је други наслов доступан са српском синхронизацијом на Netflix-у (после филма Сунђер Боб Коцкалоне филм: Сунђер у бекству), услед отказивања биоскоског издања од стране Con Film-а. Српску синхронизацију радио је студио Ливада Београд. Филм је добио критичко признање због своје анимације, приче, тема, хумора и ЛГБТ репрезентације.

## Радња
Кејти Мичел је необична и амбициозна редитељка из Кентвуда која се често сукобљава са својим природом опседнутим и технофобним оцем Риком, а недавно је примљена у филмску школу у Калифорнији. Вече пре него што Кејти оде, Рик случајно сломи лаптоп након свађе између њих због једног од претходних Кејтиних кратких филмова, због чега се породица плаши да ће њихова веза заувек бити затегнута. Да би ово покушао да спречи, Рик одлучује да откаже Кејтин лет и уместо тога поведе њу, њену мајку Линду, млађег брата Арона и породичног пса Грицка на путовање до њеног колеџа као последње искуство везивања.
У међувремену, технолошки предузетник Марк Бовман проглашава свој високо интелигентни ВИ ПАЛ застарелим док на њеном месту открива нову линију кућних робота. Да би се осветила, ПАЛ преузима Маркову компанију и наређује свим роботима да ухвате људе широм света и лансирају их у свемир. Мичелови успевају да избегну хватање у кафићу са застојем у Канзасу. Рик одлучује да његова породица остане смештена у кафићу због њихове сопствене безбедности, али Кејти га приморава да уместо тога помогне у спашавању света. Повезују се са два неисправна робота који су покушали да их ухвате, Ериком и Дебоработом 5000, који породици кажу да могу користити шифру за убијање како би искључили ПАЛ и све роботе.
Мичелови стижу до тржног центра у Колораду да би отпремили код за убијање, али ПАЛ наређује свим ПАЛ уређајима са омогућеним чипом да их зауставе. Кејти покушава да учита шифру за убијање, али је заустављена када гигантски Ферби прогони породицу. На крају ухвате и поразе Фербија, притом уништавајући ПАЛ рутер, који онемогућава непријатељску хорду уређаја. Међутим, ово такође спречава отпремање кода за убијање. На путу до Силицијумске долине да пренесе код за убијање директно на ПАЛ, Линда открива Кејти да су она и Рик првобитно живели у кабини у планинама пре неколико година, јер је то био његов животни сан пре него што је одустао од ње.
По доласку у Силицијумску долину, Мичелови се маскирају у роботе и одлазе у седиште Лабораторије ПАЛ да је затворе, али ПАЛ манипулише њима откривајући надзорне снимке из кафића где Кејти у тајности говори Арону да се претвара да верује у Рика да би их повео да отпреме код за убијање. Мичелови не успевају да стигну до ПАЛ-ове јазбине, а Рика и Линду заробљавају јачи и паметнији ПАЛ-ови роботи, названи ПАЛ Макс Прајм. ПАЛ затим репрограмира Ериа и Деборабота да је послушају, док Кејти, Арон и Грицко побегну из седишта и сакрију се од робота.
Катие открива Рикове снимке детињства на својој камери, схватајући да је Рик одустао од свог животног сна да би се брино о својој ћерки. У међувремену, Рик схвата грешку својих одлука након што је видео један од Кејтиних видео-записа. Ојачани, Кејти и Арон се поново инфилтрирају у седиште Лабораторије ПАЛ, овог пута користећи Грицка за неисправност робота, јер његов изглед узрокује грешку у њиховом систему. Уз помоћ Марка, Рик и Линда се ослобађају и планирају да поставе Кејтин кућни филм са Грицком у њему како би роботи доживели кратки спој. Међутим, Рика надмашују роботи када је хтео да отпреми видео, а Кејти и Арон на крају бивају заробљени.
Суочавајући се с ПАЛ-ом како би оправдала спашавање човечанства, Кејти објашњава да ће, без обзира на то колико се њена породица мучи, увек остати повезани, иако су различити. ПАЛ одбацује ово образложење и бешћутно испушта Кејти из своје јазбине. Ерик и Деборабот, надахнути Риковим самим „репрограмирањем”, што му је омогућило да користи рачунар, врате се у њихова неисправна стања и отпреме Кејтин кућни филм, спасивши је и помажући остаталим Мичеловима. Породица се удружила у борби против остатка побољшаних робота, а Линда је предводила набој и уништавала десетине. Кејти на крају проналази и уништава ПАЛ бацајући је у чашу воде, ослобађајући све људе и онеспособљавајући све роботе, осим Ерика и Деборабота.
Неколико месеци након устанка, Кејти и њена породица стижу на њен колеџ док се она с њима дели последњи поздрав пре почетка школског живота. Касније им се придружује на још једном путовању са Ериком и Дебоработом у Вашингтон да би примили Конгресну почасну медаљу.

## Улоге
| Улога                  | Оригинални глас | Српски глас                |
| ---------------------- | --------------- | -------------------------- |
| Кејти Мичел            | Аби Џејкобсон   | Тамара Алексић             |
| Рик Мичел              | Дени Макбрајд   | Борис Пинговић             |
| Линда Мичел            | Маја Рудолф     | Миомира Драгићевић         |
| Арон Мичел             | Мајк Ријанда    | Владан Милић               |
| Пал                    | Оливија Колман  | Андријана Виденовић        |
| др Марк Бовман         | Ерик Андре      | Дејан Дедић                |
| Деборабот 5000         | Фред Армисен    | Милан Антонић              |
| Ерик                   | Бек Бенет       | Марко Марковић             |
| Хејли Позерић          | Криси Тајген    |                            |
| Џим Позерић            | Џон Леџенд      |                            |
| Аби Позерић            | Шарлин Ји       |                            |
| Пал Макс Прајм         | Блејк Грифин    | Марко Марковић             |
| Глаксон 5000           | Конан О’Брајен  | Милан Никитовић            |
| Грицко                 | Мопс Паг        | Мопс Паг (оригинални глас) |
| Џејд                   | Сашир Замата    |                            |
| Хана                   | Ел Милс         |                            |
| Дирк                   | Алекс Хирш      |                            |
| Ноа                    | Џеј Фараро      |                            |
| Човек који воли забаву | Џеф Роув        |                            |
| Шон                    | Зено Робинсон   |                            |
| Стејџхенд              | Греј Грифин     |                            |
| Џил                    | Алисон Рич      |                            |